# Junta de Educación de Union City

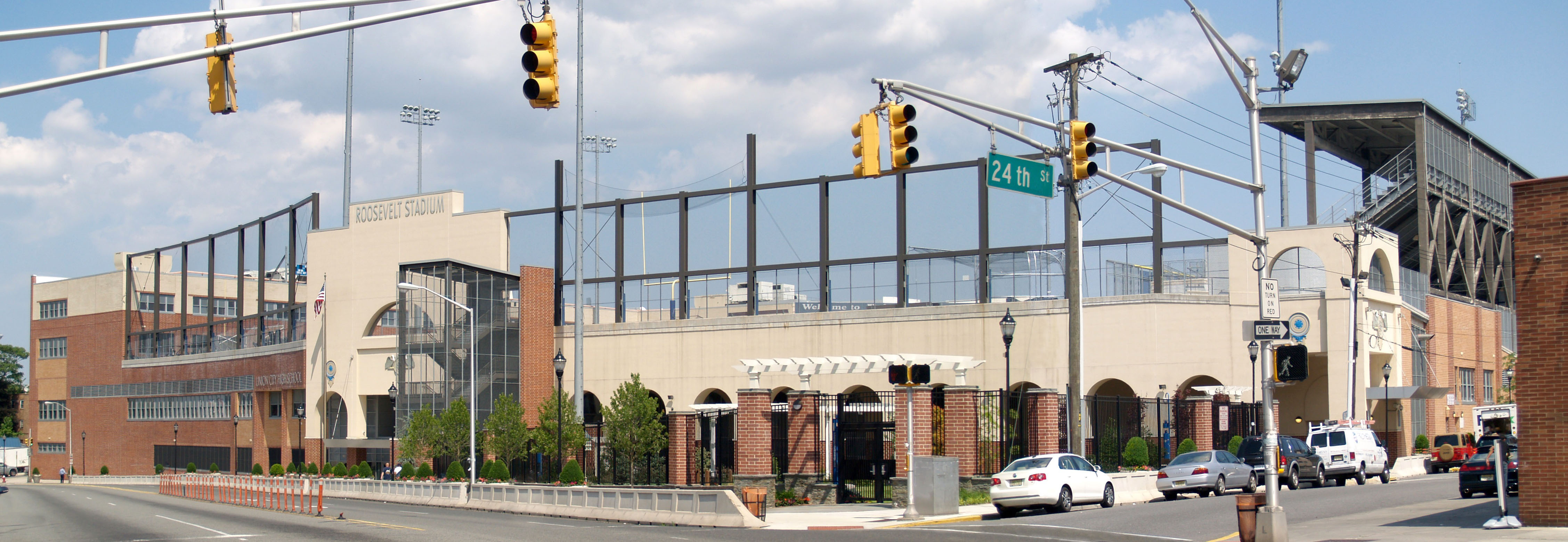
Union City High School

La Junta de Educación de Union City o Escuelas Públicas de Union City (Union City Board of Education o Union City School District) es un distrito escolar de Nueva Jersey. Tiene su sede en Union City. El consejo escolar del distrito tiene un presidente, un vicepresidente, y cinco miembros.

## Escuelas
Escuelas primarias
- Eugenio Maria de Hostos Center for Early Childhood Education (PK-K; 262 students)
- Thomas A. Edison School (PK-8; 1,245)
- Sara M. Gilmore School (PK-5; 360)
- Hudson School (PK-5; 449)
- Jefferson School (PK-5; 318)
- Roosevelt School (K-8; 984)
- Veteran's Memorial School (PK-5; 439)
- Washington School (K-8; 855)
- Robert Waters School (PK-8; 1,121)
- Woodrow Wilson School (1-8; 314)

Escuelas medias
- Emerson Middle School
- José Martí Freshman Academy
- Emerson Middle School
- Union Hill Middle School

Escuelas preparatorias
- Union City High School
- Union City Career Academy